# Accidente del Learjet 60 en Carolina del Sur
El accidente del Learjet 60 en Carolina del Sur ocurrió poco antes de la medianoche del 19 de septiembre de 2008, cuando un Learjet 60 se estrelló mientras despegaba desde el Aeropuerto Metropolitano de Columbia en Carolina del Sur (Estados Unidos). El clima en ese tiempo era fresco, seco y claro. El avión sobrevoló el final de la pista, golpeó las luces de la pista y se estrelló contra la valla perimetral, cruzando la carretera 302 de Carolina del Sur (SC 302/Edmund Highway/Airport Boulevard), y terminó en un muro de contención al lado de la carretera. Cuatro de las seis personas en el avión (incluidos los pilotos) murieron en el accidente, mientras que los pasajeros Travis Barker y Adam Goldstein sufrieron graves quemaduras. El avión se encontraba en un vuelo chárter, el cual llevaba a las personas que habían participado en un concierto gratuito en Five Points, más temprano hacia Van Nuys, California. 

## Víctimas y sobrevivientes
Los dos sobrevivientes de este accidente fueron los músicos Travis Barker y Adam "DJ AM" Goldstein. Ellos fueron los únicos dos en escapar del avión y fueron capaces de informar a los socorristas que había otras cuatro personas en el avión. Barker sufrió quemaduras de segundo y tercer grado que cubrieron aproximadamente dos tercios de su cuerpo. El piloto Sarah Lemmon de 31 años, de Anaheim Hills, California, y el copiloto James Bland de 51 años, proveniente de Carlsbad, California, murieron en el accidente. También se reportó la muerte de Chris Baker de 29 años, de Studio City, California, y del guardia de seguridad Charles "Che" Still de 25 años, de Los Ángeles.